# Nikita Khubov
Nikita Khubov (russisk: Ники́та Гео́ргиевич Ху́бов) (født 25. april 1936 i Moskva i Sovjetunionen, død 25. november 2018 i Moskva i Rusland) var en sovjetisk filminstruktør og manuskriptforfatter.

## Filmografi
- Eskadron gusar letutjikh (Эскадрон гусар летучих, 1980)[1][2]